# لیگ برتر والیبال زنان ایران ۱۳۹۱
لیگ برتر والیبال زنان ایران ۱۳۹۱ یازدهمین دوره مسابقات والیبال لیگ برتر زنان و بالاترین سطح مسابقات باشگاهی والیبال زنان در ایران است.
در این دوره از بازی‌ها که از ۱۶ آذر ماه ۱۳۹۱ آغاز شده بود و ۱۶ اسفندماه ۱۳۹۱ به پایان رسید، ۶ تیم شرکت داشتند. در پایان گیتی پسند به قهرمانی این دوره از لیگ رسید، ذوب‌آهن اصفهان دوم و گاز تهران به مقام سومی رسید.

## رده‌بندی پایانی
| رتبه | تیم               | امتیاز | صعود و سقوط                                 |
| ---- | ----------------- | ------ | ------------------------------------------- |
| ۱    | گیتی پسند         | ۲۶     | صعود به مسابقات قهرمانی باشگاه‌های زنان آسیا |
| ۲    | ذوب‌آهن اصفهان     | ۲۳     |                                             |
| ۳    | گاز تهران         | ۲۱     |                                             |
| ۴    | متین وارنا ورامین | ۱۰     |                                             |
| ۵    | ستاره‌های پارس     | ۷      |                                             |
| ۶    | میزان خراسان      | ۳      |                                             |